# 카롤리니 트렌치니
카롤리니 트렌치니(Caroline Trentini, 1987년 7월 6일 ~ )는 브라질의 모델이다.